# Emily Overholt
Emily Overholt, född 4 oktober 1997, är en kanadensisk simmare. 
Overholt tävlade i tre grenar för Kanada vid olympiska sommarspelen 2016 i Rio de Janeiro. Hon var en del av Kanadas lag som tog brons på 4 x 200 meter frisim. Overholt simmade endast i försöksheaten, men fick ändå en medalj. Individuellt slutade Overholt på femteplats på 400 meter medley och blev utslagen i försöksheatet på 400 meter frisim.